# Championnat d'Écosse féminin de football 2018
Navigation
Édition précédente Édition suivante
La saison 2018 du Championnat d'Écosse féminin de football (Scottish Women's Premier League) est la dix-septième saison du championnat. Le Glasgow City Ladies Football Club remet son titre en jeu.
Le championnat débute le 12 février 2018 pour se terminer le 28 octobre 2018. Les équipes se rencontrent à trois reprises. D'abord sur le mode du championnat par matchs aller-retour, puis chacune des équipes rencontre les autres une fois après tirage au sort.
Lors de l'avant-dernière journée du championnat, le Glasgow City bat son concurrent direct pour le titre deux buts à un alors que les deux équipes étaient jusque-là ex aequo en tête du championnat. Cette victoire, confirmée par une autre victoire lors de la dernière journée, lui donne suffisamment d'avance pour remporter son treizième titre de championne d'Écosse, le douzième consécutif. Hibernian prend la deuxième place. Le podium est complété par le Celtic. 
Hamilton, dernière du championnat, est reléguée en deuxième division. Motherwell qui a largement dominé la deuxième division et qui est finaliste de la Coupe d'Écosse est elle promu en première division pour la saison 2019.

## Participants
| \| Glasgow : · Glasgow City · Celtic · Rangers · Edimbourg : · Hibernian · Spartans Édimbourg Forfar Glasgow Stirling Hamilton \| Localisation des clubs engagés dans le championnat. |
| Glasgow : · Glasgow City · Celtic · Rangers · Edimbourg : · Hibernian · Spartans Édimbourg Forfar Glasgow Stirling Hamilton                                                           |

Ce tableau présente les huit équipes qualifiées pour disputer le championnat 2018. 
| Nom du club                                          | Entraîneur          | Date de création | Dernière montée | Stade                   | Capacité |
| ---------------------------------------------------- | ------------------- | ---------------- | --------------- | ----------------------- | -------- |
| Celtic Football Club Women                           | David Haley         | 2007             |                 | K-Park Training Academy | -        |
| Forfar Farmington Football Club                      |                     | 1984             | 2018            | Station Park            | 6 777    |
| Hamilton Academical Women's and Girl's Football Club |                     | 1999             | 2017            | New Douglas Park        | 5 510    |
| Glasgow City Football Club                           | Eddie Wolecki-Black | 1998             |                 | Petershill Park         | -        |
| Hibernian Ladies Football Club                       | Willie Kirk         | 1999             |                 | Albyn Park              | -        |
| Rangers Women's Football Club                        | Angie Hind          | 2008             |                 | Petershill Park         |          |
| Spartans Football Club Women's and Girl's            | Debbi McCulloch     | 1985             | 2004            | Spartans Academy        | 3 000    |
| Stirling University and Falkirk Ladies Football Club | Tommy Craig         | 2014             | 2015            | Gannochy Sports Centre  | 1 000    |

## Compétition

### Classement
Chaque club dispute trois rencontres contre chacun de ses adversaires. La première partie de la saison consiste en un championnat aller-retour. Le choix du terrain pour le troisième match est tiré au sort.
| Rang | Équipe                      | Pts | J  | G  | N | P  | Bp | Bc | Diff |
| ---- | --------------------------- | --- | -- | -- | - | -- | -- | -- | ---- |
| 1    | Glasgow City T              | 59  | 21 | 19 | 2 | 0  | 75 | 12 | +63  |
| 2    | Hibernian Ladies C          | 56  | 21 | 18 | 2 | 1  | 80 | 17 | +63  |
| 3    | Celtic Women                | 36  | 21 | 11 | 3 | 7  | 41 | 31 | +10  |
| 4    | Rangers WFC                 | 25  | 21 | 8  | 1 | 12 | 33 | 46 | -13  |
| 5    | Forfar Farmington P         | 23  | 21 | 7  | 2 | 12 | 20 | 45 | -25  |
| 6    | Spartans WFC                | 16  | 21 | 4  | 4 | 13 | 23 | 46 | -23  |
| 7    | Stirling University Falkirk | 15  | 21 | 4  | 3 | 14 | 17 | 54 | -37  |
| 8    | Hamilton Academical WFC     | 12  | 21 | 3  | 3 | 15 | 17 | 55 | -38  |

| Légende : Qualifications et relégations | Légende : Qualifications et relégations                                                                            |
| --------------------------------------- | --- |
|                                         | Ligue des champions féminine de l'UEFA 2019-2020                                                                   |
|                                         | T' : Tenant du titre P : Promu C : Vainqueur de la Coupe d'Écosse 2018 'L : Vainqueur de la Coupe de la Ligue 2018 |

### Résultats
| Résultats (▼dom., ►ext.)                                   | CEL | FOR | GLW | HAM | HIB | RAN | SPA | STI |
| Celtic Women                                               |     | 2-1 | 0-3 | 4-0 | 1-3 | 3-0 | 0-0 | 1-1 |
| Forfar Farmington                                          | 0-2 |     | 1-6 | 2-1 | 0-2 | 1-0 | 0-2 | 2-2 |
| Glasgow City                                               | 2-0 | 1-0 |     | 1-0 | 1-1 | 6-0 | 3-1 | 6-0 |
| Hamilton Academical WFC                                    | 0-2 | 0-1 | 0-5 |     | 0-5 | 0-4 | 2-0 | 2-1 |
| Hibernian Ladies                                           | 4-2 | 6-0 | 2-2 | 5-1 |     | 5-0 | 3-0 | 3-0 |
| Rangers WFC                                                | 3-2 | 2-4 | 0-5 | 3-0 | 1-2 |     | 3-0 | 4-0 |
| Spartans FCWG                                              | 0-5 | 1-3 | 1-4 | 2-2 | 1-7 | 1-2 |     | 1-1 |
| Stirling University Falkirk                                | 0-3 | 0-2 | 0-6 | 3-0 | 0-5 | 2-0 | 2-0 |     |
| - Victoire à domicile - Match nul - Victoire à l'extérieur |     |     |     |     |     |     |     |     |

| Résultats (▼dom., ►ext.)                                   | CEL | FOR | GLW | HAM | HIB | RAN | SPA | STI |
| Celtic Women                                               |     |     |     | 4-1 |     | 0-0 | 3-2 |     |
| Forfar Farmington                                          | 0-1 |     |     | 0-0 | 0-2 | 0-3 |     | 2-2 |
| Glasgow City                                               | 3-2 | 6-0 |     |     | 2-1 | 6-0 | 4-2 |     |
| Hamilton Academical WFC                                    |     |     | 1-4 |     | 2-4 |     | 0-0 | 3-0 |
| Hibernian Ladies                                           | 7-2 |     |     |     |     | 7-1 |     | 4-1 |
| Rangers WFC                                                |     |     | 0-2 | 5-2 |     |     | 0-1 | 2-3 |
| Spartans FCWG                                              |     | 6-0 |     | 2-2 | 0-2 |     |     | 2-0 |
| Stirling University Falkirk                                | 1-2 | 0-3 | 0-3 |     | 0-5 |     |     |     |
| - Victoire à domicile - Match nul - Victoire à l'extérieur |     |     |     |     |     |     |     |     |

## Bilan de la saison
| Championnat d'Écosse de football 2018            |                                                      |
| Champion                                         | Glasgow City Football Club (13e titre)               |
| Dauphin                                          | Hibernian Ladies Football Club                       |
| Qualifications continentales                     |                                                      |
| Ligue des champions féminine de l'UEFA 2019-2020 | Glasgow City Football Club                           |
| Promotions et relégations                        |                                                      |
| Promus en Championnat d'Écosse de football       | Motherwell Ladies Football Club                      |
| Relégués en Championnat d'Écosse de football     | Hamilton Academical Women's and Girl's Football Club |